# Nick Murphy
Nick Murphy (* 23. Juni 1988 in Melbourne; vollständiger Name Nicholas James Murphy), auch bekannt unter seinem Pseudonym Chet Faker, ist ein australischer Soul-Sänger.

## Karriere
Nick Murphy studierte am St Kevins College in Sydney. Im Jahr 2012 unterschrieb er einen Vertrag beim Musiklabel Downtown. Im Oktober des Jahres gewann er den Breakthrough Artist of the Year und den australischen Independent Records Award. Sein Anfang 2013 unter dem Pseudonym Chet Faker veröffentlichte Debütalbum Thinking in Textures kam nicht über Platz 38 hinaus. Trotzdem gewann er anschließend in der Kategorie Best Independent Release den Rolling-Stone-Australien-Award.
Ende 2012 war er bereits bei dem Song Left Alone als Gast auf dem Nummer-eins-Album des australischen DJs Harley Streten alias Flume vertreten gewesen. Im Herbst 2013 nahmen sie gemeinsam die EP Lockjaw auf, die Murphy dann zum Durchbruch verhalf. Der Song Drop the Game kam bis auf Platz 18, nachdem er vom Sender Triple J in die Rückschau der Hottest 100 von 2013 aufgenommen worden war. Sein zweites Album Built on Glass erreichte daraufhin im April 2014 Platz eins in den australischen Albumcharts. Das Album war auch in Neuseeland und in Europa von Frankreich bis in die Niederlande erfolgreich. Auch in den USA konnte er sich platzieren. Dort war er durch seine Coverversion des Blackstreet-Songs No Diggity bekannt geworden, das in einem TV-Werbespot während des Super Bowl XLVIIIs verwendet wurde. Der Super Bowl ist das größte jährliche Fernsehereignis in den USA und wurde weltweit von 108 Millionen Menschen verfolgt. Der erfolgreichste Song des Albums war Talk Is Cheap, der ursprünglich Platz 31 erreichte. Nachdem er am Australia Day in den Triple J Hottest 100 auf Platz eins gewählt worden war, stieg er Ende Januar 2015 auf Platz sechs der Singlecharts. Zwei weitere Lieder von ihm kamen unter die Top 10 und das Album erreichte Platin-Status.
Anfang September 2016 gab Nick Murphy bekannt, dass er zukünftig nicht mehr als Chet Faker, sondern unter seinem richtigen Namen veröffentlichen will.
Unter diesem Namen veröffentlichte er anschließend die Singles Fear Less und Stop Me (Stop You). Im Jahr 2017 folgte dann mit Missing Link die erste Veröffentlichung einer EP. Murphys zweites Studioalbum, das erste unter seinem Geburtsnamen, Run Fast Sleep Naked, wurde im April 2019 veröffentlicht. Es folgte im März 2020 mit Music for Silence ein instrumentales Album, welches zuerst über die Meditations-App Calm abgerufen werden konnte.
Im Oktober 2020 veröffentlichte Murphy erneut eine Single ("Low") unter dem Namen Chet Faker.
Nick Murphy bezeichnet sein Genre als Future Beat kombiniert mit Modern Soul.

## Diskografie

### Alben
als Chet Faker
- Built on Glass (2014)
- iTunes Session (2014)
- Hotel Surrender (2021)

als Nick Murphy
- Run Fast Sleep Naked (2019)
- Music for Silence (2020)

### EPs
als Chet Faker
- Thinking in Textures (2012)
- Live Sessions (2013)
- Lockjaw EP (mit Flume, 2013, AU: ×2Doppelplatin )
- Work EP (mit Marcus Marr, 2015)

als Nick Murphy
- Missing Link (2017)

### Singles
als Chet Faker
- Terms and Conditions (2012)
- I’m into You (2012)
- Love and Feeling (2012)
- Drop the Game (mit Flume, 2013, UK: Silber)
- Talk Is Cheap (2014)
- 1998 (2014)
- Gold (2014)
- Bend (2015)
- Low (2020)

als Nick Murphy
- Fear Less (2016)
- Stop Me (Stop You) (2016)
- Medication (2017)
- (Lover) You Don't Treat Me No Good (Triple J Like a Version) (2018)
- Sanity (2019)
- Dangerous (2019)
- Whatever Tomorrow (2021)

### Lieder (Kollaborationen)
- Mahal (mit Ta-ku, 2011)
- Fear Like You (mit The Royal Swazi Spa, 2011)
- Left Alone (mit Flume, 2012)
- Moon Plain (mit The Coober Pedy University Band, 2013)
- Fool of Me (mit Say Lou Lou, 2013)
- Rock On (mit Nkechi Anele, 2013, Original: David Essex)
- Try It Over (mit Yujen, 2013)
- On You (mit GoldLink, 2014)
- The Trouble with Us (mit Marcus Marr, 2015)
- No Reason (mit Bonobo, 2017)